# Formazioni di Superliqa azera di pallavolo femminile 2010-2011
Formazioni delle squadre di pallavolo partecipanti alla stagione 2010-2011 del campionato di Superliqa azera

## Baku
| N° | Nome                | Ruolo | Data di nascita  | Nazionalità sportiva |
| -- | ------------------- | ----- | ---------------- | -------------------- |
| -  | Mikhail Omelčenko   | All   | -                | Russia               |
| 1  | Ashley Engle        | P     | 26 gennaio 1988  | Stati Uniti          |
| 2  | Polina Stojneva     | S/O   | 2 settembre 1989 | Bulgaria             |
| 3  | Heather Kisner      | L     | 16 ottobre 1987  | Stati Uniti          |
| 4  | Vilmarie Mojica     | P     | 13 agosto 1985   | Porto Rico           |
| 5  | Noris Acea          | S/O   | 25 ottobre 1986  | Cuba                 |
| 7  | Saraí Álvarez       | S/O   | 3 aprile 1986    | Porto Rico           |
| 9  | Michaela Hasalíková | C     | 18 aprile 1984   | Rep. Ceca            |
| 11 | Lidiya Maksimenko   | S/O   | 19 marzo 1981    | Azerbaigian          |
| 12 | Sanja Tomašević     | S     | 3 giugno 1980    | Serbia               |
| 14 | Lala Baghiyeva      | L     | 13 gennaio 1986  | Azerbaigian          |
| 16 | Alexandra Oquendo   | C     | 3 febbraio 1984  | Porto Rico           |
| -  | Vesela Boncheva     | P     | 31 gennaio 1990  | Bulgaria             |
| -  | Juliana Valente     | S     | 25 gennaio 1985  | Brasile              |
| -  | Jordana Price       | C     | 29 marzo 1987    | Stati Uniti          |
| -  | Tanja Săbkova       | S/O   | 10 giugno 1989   | Bulgaria             |
| -  | Odina Əliyeva       | S     | 22 maggio 1990   | Azerbaigian          |
| -  | Paulina Gajewska    | L     | 6 agosto 1985    | Polonia              |

## Azərreyl
| N° | Nome                  | Ruolo | Data di nascita  | Nazionalità sportiva |
| -- | --------------------- | ----- | ---------------- | -------------------- |
| -  | Vugar Aliev           | All   | -                | Azerbaigian          |
| 1  | Nootsara Tomkom       | P     | 7 luglio 1985    | Thailandia           |
| 3  | Angela McGinnis       | P     | 3 novembre 1986  | Stati Uniti          |
| 4  | Elisangela Paulino    | S     | 29 aprile 1980   | Brasile              |
| 5  | Aneliya Todorova      | L     | 17 maggio 1982   | Bulgaria             |
| 6  | Cheryl Weaver         | C     | 22 marzo 1980    | Stati Uniti          |
| 7  | Natalia Hanikoğlu     | S     | 23 giugno 1975   | Turchia              |
| 8  | Martina Noseková      | S     | 1º aprile 1985   | Slovacchia           |
| 9  | Jennifer Joines       | C     | 23 novembre 1982 | Stati Uniti          |
| 10 | Jana Matiašovská      | S/O   | 7 luglio 1987    | Slovacchia           |
| 11 | Oleksandra Peretyatko | P     | 11 aprile 1984   | Ucraina              |
| 12 | Valeriya Korotenko    | L     | 29 gennaio 1984  | Azerbaigian          |
| 15 | Aynur Kərimova        | C     | 7 dicembre 1988  | Azerbaigian          |
| 17 | Polina Rəhimova       | S/O   | 5 giugno 1990    | Azerbaigian          |
| 18 | Ilijana Petkova       | C     | 10 novembre 1977 | Bulgaria             |
| -  | Oksana Kiselyova      | L     | 30 maggio 1992   | Azerbaigian          |

## İqtisadçı
| N° | Nome                                | Ruolo | Data di nascita   | Nazionalità sportiva |
| -- | ----------------------------------- | ----- | ----------------- | -------------------- |
| -  | Reshat Yaziciogullari Jan de Brandt | All   | -                 | Turchia Belgio       |
| 1  | Crystal Matich                      | P     | 9 dicembre 1985   | Stati Uniti          |
| 3  | Tayyiba Haneef                      | S/O   | 23 marzo 1979     | Stati Uniti          |
| 6  | Kathleen Weiß                       | P     | 2 febbraio 1984   | Germania             |
| 7  | Ivana Miloš                         | C     | 7 marzo 1983      | Spagna               |
| 8  | Alice Blom                          | S     | 7 aprile 1980     | Paesi Bassi          |
| 9  | Riikka Lehtonen                     | S     | 24 luglio 1979    | Finlandia            |
| 10 | Yūko Sano                           | L     | 26 luglio 1979    | Giappone             |
| 13 | Kelly Wing                          | S     | 13 agosto 1983    | Stati Uniti          |
| 14 | Aleoscar Blanco                     | C     | 18 luglio 1987    | Venezuela            |
| 15 | María Isabel Fernández              | C     | 6 settembre 1982  | Spagna               |
| 16 | Elina Abbasova                      | L     | 16 giugno 1982    | Azerbaigian          |
| 18 | Yael Castiglione                    | P     | 27 settembre 1985 | Argentina            |
| -  | Kamala Asgarova                     | S     | 14 giugno 1986    | Azerbaigian          |
| -  | Firuze Durustkari                   | S/O   | 8 febbraio 1988   | Azerbaigian          |
| -  | Alina Dobrovolskaya                 | C     | 10 marzo 1987     | Azerbaigian          |
| -  | Filiz Özgür                         | S     | 22 maggio 1985    | Turchia              |
| -  | Yaima Ortíz                         | S     | 9 novembre 1981   | Cuba                 |

## Lokomotiv Baku
| N° | Nome                 | Ruolo | Data di nascita   | Nazionalità sportiva |
| -- | -------------------- | ----- | ----------------- | -------------------- |
| -  | Dragutin Baltić      | All   | -                 | Slovenia             |
| 1  | Kremena Kamenova     | S     | 21 maggio 1988    | Bulgaria             |
| 2  | Kseniya Kovalenko    | C     | 21 novembre 1986  | Azerbaigian          |
| 3  | Marija Filipova      | L     | 10 settembre 1972 | Bulgaria             |
| 4  | Julie Rubenstein     | S     | 9 aprile 1987     | Stati Uniti          |
| 6  | Nicole Davis         | L     | 24 aprile 1982    | Stati Uniti          |
| 7  | Yelena Parkhomenko   | C     | 9 novembre 1982   | Azerbaigian          |
| 9  | Kristin Richards     | S     | 30 giugno 1985    | Stati Uniti          |
| 10 | Oksana Mammadyarova  | S     | 6 aprile 1978     | Azerbaigian          |
| 11 | Monika Smák          | P     | 29 aprile 1973    | Slovacchia           |
| 12 | Nancy Meendering     | S/O   | 12 novembre 1978  | Stati Uniti          |
| 14 | Elena Keldibekova    | P     | 23 giugno 1974    | Perù                 |
| 16 | Aleksandra Samoylova | S     | 9 giugno 1987     | Russia               |
| 17 | Inessa Birman        | C     | 21 agosto 1978    | Israele              |

## Rabitə Baku
| N° | Nome              | Ruolo | Data di nascita  | Nazionalità sportiva |
| -- | ----------------- | ----- | ---------------- | -------------------- |
| -  | Dejan Brđović     | All   | 21 febbraio 1966 | Serbia               |
| 1  | Diana Nenova      | P     | 16 aprile 1985   | Bulgaria             |
| 2  | Bojana Doganijć   | S     | 15 aprile 1979   | Serbia               |
| 3  | Mirela Delić      | C     | 13 novembre 1981 | Croazia              |
| 4  | Marina Miletić    | S     | 21 febbraio 1983 | Croazia              |
| 5  | Nataša Krsmanović | C     | 19 giugno 1985   | Serbia               |
| 7  | Iryna Žukova      | P     | 22 novembre 1974 | Ucraina              |
| 8  | Silvija Popović   | L     | 15 marzo 1986    | Serbia               |
| 9  | Natalya Mammadova | S/O   | 2 dicembre 1984  | Azerbaigian          |
| 10 | Kimberly Glass    | S     | 18 agosto 1984   | Stati Uniti          |
| 12 | Mira Golubović    | C     | 15 ottobre 1976  | Serbia               |
| 15 | Sanja Starović    | S/O   | 25 marzo 1983    | Serbia               |
| 16 | Lidiya Dyachenko  | C     | 25 marzo 1983    | Ucraina              |
| 18 | Olga Točko        | S/O   | 7 gennaio 1982   | Lettonia             |

## Şahdağ-Şirvan
| N° | Nome               | Ruolo | Data di nascita  | Nazionalità sportiva |
| -- | ------------------ | ----- | ---------------- | -------------------- |
| -  | Adnan Kistak       | All   | -                | Turchia              |
| 1  | Darya Zamanova     | S/O   | 30 aprile 1987   | Azerbaigian          |
| 3  | Tanja Săbkova      | S/O   | 10 giugno 1989   | Bulgaria             |
| 4  | Simona Ivanova     | P     | 3 settembre 1985 | Bulgaria             |
| 5  | Lada Maksimova     | S     | 9 maggio 1987    | Azerbaigian          |
| 6  | Ayşən Əbdüləzimova | C     | 11 aprile 1993   | Azerbaigian          |
| 8  | Carla Bradstock    | P     | 11 agosto 1985   | Canada               |
| 8  | Natavan Gasimova   | P     | 8 luglio 1985    | Azerbaigian          |
| 9  | Shafag Karimova    | L     | 15 ottobre 1988  | Azerbaigian          |
| 10 | Odina Əliyeva      | S     | 22 maggio 1990   | Azerbaigian          |
| 11 | Paulina Gajewska   | L     | 6 agosto 1985    | Polonia              |
| 12 | Jordana Price      | C     | 29 marzo 1987    | Stati Uniti          |
| 15 | Aynur Kərimova     | C     | 7 dicembre 1988  | Azerbaigian          |
| -  | Ulkar Mammadova    | S     | 31 dicembre 1994 | Azerbaigian          |